# Beget
Beget es una localidad española de la provincia de Gerona, en la comunidad autónoma de Cataluña. Ubicada en la comarca del Ripollés, fue municipio independiente hasta el año 1969, en que fue agregada al término municipal de Camprodón. Se encuentra incluido en el Inventario del Patrimonio Arquitectónico de Cataluña.
Situada en la cabecera del río Llierca, sus casas de piedra se agrupan alrededor de la riera de Beget. Hoy es un pueblo turístico y de segundas residencias. El antiguo municipio de Beget, en el extremo noroeste de la comarca de la Garrocha, fue incorporado en 1969 al municipio de Camprodon del Ripollés. La población, en buena parte diseminada, se centra en el núcleo de Beget y en masías dispersas alrededor de las antiguas parroquias rurales de Rocabruna, Bestracá y Salarsa.
Desde 2021 pertenece a la asociación Los Pueblos Más Bonitos de España, una asociación creada en el año 2011 para promocionar, difundir, fomentar y preservar el patrimonio cultural, natural y rural en áreas geográficas con menor nivel de industrialización y población. Es el segundo pueblo catalán tras Bagerque (Lérida).
A finales del siglo XVIII, Beget tenía 662 habitantes y en 1860, 1309 habitantes. Desde entonces la población ha ido descendiendo. En el 2005 la localidad tenía 27 habitantes. Se ha convertido en un núcleo de segunda residencia.

## Descripción
El núcleo de Beget, está formado por tres sectores o barrios, separados por dos arroyos y conectados por dos puentes. El edificio más destacado es la iglesia de San Cristóbal, alrededor de la cual se formó el sector más antiguo de Beget. Por el puente de Beget, posiblemente del siglo XIV, se accede al segundo sector del pueblo donde se unen el camino de Francia y el de la Fuente en una pequeña plaza. En este sector cabe destacar la torre del reloj y un puente nuevo sobre el arroyo del Trull (de 1940 sustituyendo al antiguo llevado por una riada), que lleva al sector más nuevo de Beget, construido en los siglos XVIII y XIX. Destacan también las fuentes.

## Demografía
| Gráfica de evolución demográfica de Beget entre 1842 y 1960 |
| |
| Población de derecho según los censos de población del INE Población de hecho según los censos de población del INEEn estos censos se denominaba San Cristóbal de Baget: 1842, 1857 y 1860 Entre el censo de 1857 y el anterior, crece el término del municipio porque incorpora a Bestracá, Rocabruna y Salarsá Entre el censo de 1970 y el anterior, este municipio desaparece porque se integra en el municipio Camprodón |

## Arquitectura

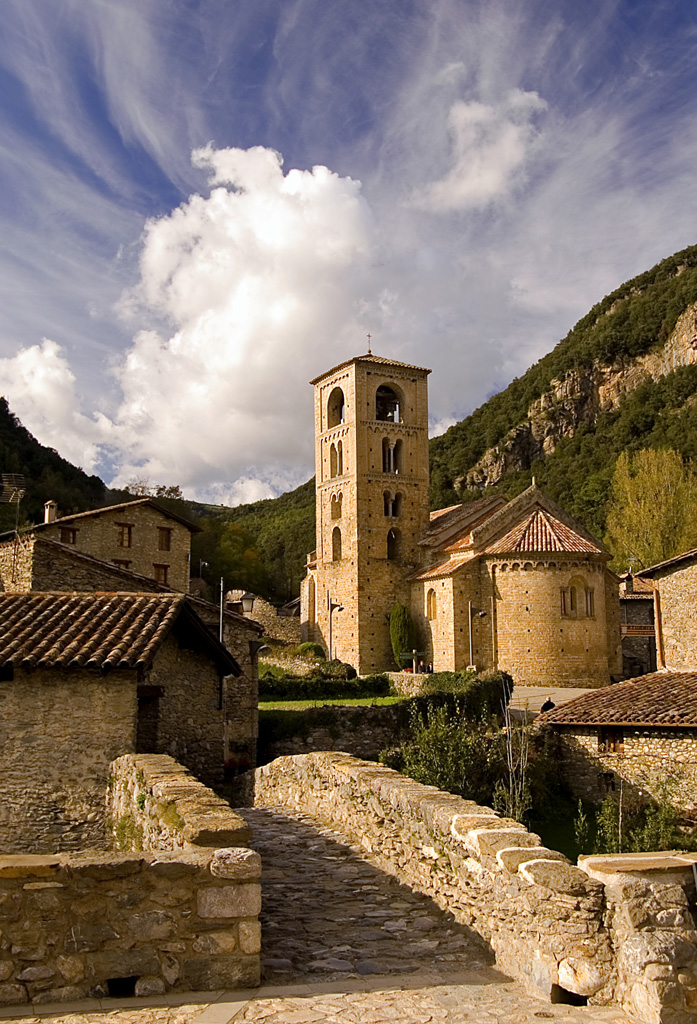
Vista de Beget

Las casas de Beget están, en general, asentadas sobre la roca, con paredes de mampostería de piedra y mortero de cal y barro en los edificios más antiguo y con mortero de aglomerado hidráulico (rehechos en el siglo XIX), las fachadas de los cuales, estaban rebozadas y pintadas de ocre, blanco y beige. La mayoría de jambas y dinteles de puertas y ventanas, son de madera o piedra picada. Los tejados son de teja árabe, y las puertas y las ventanas, de madera con contraventanas interiores.
Hasta el siglo XVIII las modificaciones que se hicieron no alteraban la tipología tradicional. De finales del siglo XVIII a mediados del siglo XIX se introducen los aleros, los aleros de madera y los balcones. Las últimas construcciones de Beget, hasta que se detuvo el crecimiento, adoptaron composiciones más eclécticas con balcones y barandillas de hierro, cubiertas planas y fachadas decoradas (que denotan la influencia de poblaciones vecinas).
Actualmente, la adaptación como segunda residencia de muchos edificios ha desfigurado la tipología local: absolutamente todas las fachadas han ido repicadas y rejuntadas con mortero, y se han hecho nuevas versiones de los balcones de madera.

## Lugares de interés
- Iglesia de San Cristóbal